# Southern States Woman Suffrage Conference
La Southern States Woman Suffrage Conference (nota anche come Southern States Woman Suffrage Association) era un gruppo dedito all'ottenimento del diritto di voto per le donne bianche. Il gruppo era composto principalmente da donne bianche altamente istruite, di classe media e alta, provenienti da famiglie importanti. Originariamente facevano parte della più ampia National American Woman Suffrage Association (NAWSA), ma si sciolsero nel 1906. Tra i leader di spicco del gruppo figuravano Laura Clay e Kate Gordon, che sostenevano e si concentravano sulle riforme locali e statali piuttosto che su un emendamento nazionale. Il gruppo applicò tattiche come la Causa Perduta, la convinzione che la causa confederata fosse morale e giusta, e la strategia del Sud, che faceva appello agli elettori bianchi promuovendo il razzismo.

## Origini

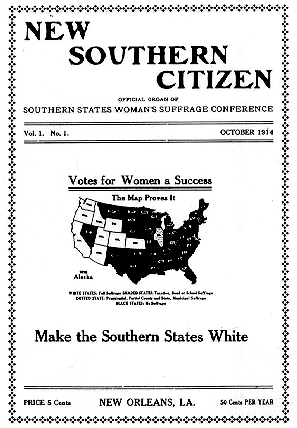
The New Southern Citizen, la pubblicazione mensile della Southern States Woman Suffrage Association, è stata curata da Kate Gordon.

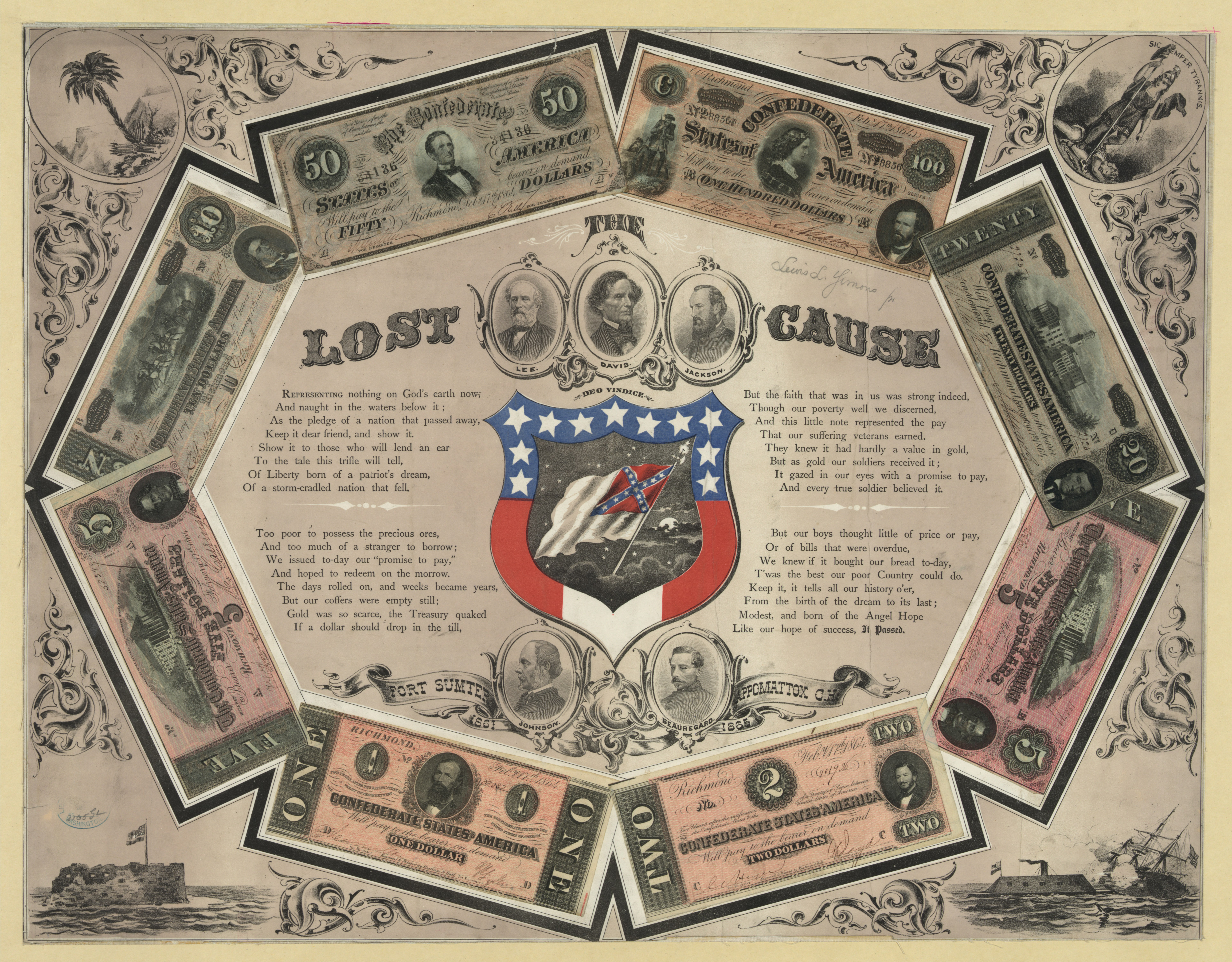
Un poster che descrive in dettaglio la "Causa Perduta". Queste convinzioni furono incorporate nella piattaforma della SSWSA.

Nel 1866 un gruppo di ex abolizionisti formò l'American Equal Rights Association, un'organizzazione che lavorava per ottenere il suffragio per tutti, indipendentemente dalla razza o dal sesso. Dopo tre anni, tuttavia, il gruppo si divise sulle discussioni con la ratifica del 14° e 15° emendamento. Il 14° emendamento (tutte le persone nate negli Stati Uniti erano cittadini e ricevevano il Giusto Processo) fu ratificato nel 1868. Questo fu seguito dal 15° emendamento (gli uomini neri potevano votare) nel 1870. La ratifica di questi due emendamenti dell'era della ricostruzione divise il movimento suffragista femminile. Il quattordicesimo e il quindicesimo emendamento riguardavano l'uguaglianza razziale ma non proteggevano i diritti delle donne.
Arrabbiate per la specifica esclusione delle donne nell'espressione dei diritti degli uomini nel 15º emendamento, gli ex membri dell'AERA, Elizabeth Cady Stanton e Susan B. Anthony formarono la National Woman’s Suffrage Association (NWSA). La NWSA voleva ottenere il voto con un emendamento costituzionale e faceva pressioni sul governo federale con altre questioni relative ai diritti delle donne: sindacalizzazione delle lavoratrici, diritti coniugali. L'American Woman Suffrage Association (AWSA), formata da Lucy Stone, voleva ottenere il suffragio riformando i livelli locali e statali. Il suffragio locale divenne anche la principale tattica impiegata dalla Southern States Women’s Suffrage Association nel suo movimento "solo bianco".

## Costituzione dell'Associazione per il Suffragio Femminile degli Stati meridionali
L'NWSA e l'AWSA avevano i propri programmi fino al 1890, quando decisero di riunirsi e formare la National American Woman Suffrage Association (NAWSA). La NAWSA ha lavorato per emendamenti a livello statale, sperando di ottenere alla fine abbastanza slancio per un emendamento nazionale. La NAWSA fu il primo gruppo ad aprire la strada alla Strategia del Sud, convincendo i leader politici del Sud che avrebbero potuto garantire la supremazia bianca concedendo il diritto di voto alle donne bianche. In questo periodo le donne del sud erano intervallate in gruppi come NAWSA, formando capitoli locali come la Equal Suffrage League of Virginia. Tuttavia, agli inizi del 1900, sorse un movimento tipicamente meridionale. Guidate da Kate Gordon della Louisiana (1861-1932), queste donne del sud della classe alta credevano che le misure di suffragio a livello statale avrebbero aiutato a mantenere la supremazia bianca.
Una delle lettere della Gordon, pubblicata sul The Journal and Tribune del Tennessee, diceva: "Ho sempre sostenuto che non ci sono donne negli Stati Uniti che dovrebbero sentire la degradazione della privazione dei diritti civili così acutamente come le donne del Sud, perché hanno provato uno speciale risentimento nel testimoniare il loro governo fare dei loro schiavi ignoranti i superiori politici delle donne bianche della nazione". La Gordon ha fondato per la prima volta il club ERA (Equal Rights for All) a New Orleans, per ottenere il suffragio e allo stesso tempo fare appello a un elettorato a maggioranza bianca. La sua leadership nell'ERA è stata notata dalla NAWSA e le è stato offerto un posto come segretaria dell'organizzazione. Tuttavia, le sue opinioni più conservatrici e il giusto approccio dello Stato l’hanno ostracizzata dalla NAWSA. La Gordon si oppose alla spinta per un emendamento nazionale e formò la Southern States Woman Suffrage Association (SSWSA) in una conferenza a New Orleans. Questo raduno fu in seguito conosciuto come Southern States Woman Suffrage Conference, e fu il raduno più notevole di queste suffragette del sud.
Come la Gordon, Laura Clay del Kentucky (1849-1941) era stata un membro di spicco della NAWSA; si allontanò però dall'establishment perché non era pienamente d'accordo con i suoi obiettivi, in particolare il suo obiettivo di un emendamento federale. Lei vedeva l'emendamento federale come un modo per ottenere "pubblicità", ma preferiva di gran lunga che il suffragio fosse incentrato sul potere dei singoli stati. La Clay era "tiepida" nei confronti di un gruppo di suffragio separato, ma unì le forze con Kate Gordon nel 1916 e divenne vicepresidente della SSWSC. Inizialmente la Gordon aveva promesso che il suo nuovo gruppo avrebbe lavorato al fianco e non contro la NAWSA, facendo appello a membri più centristi come la Clay. Un'altra leader del nuovo SSWSC fu Ida Porter Boyer, che assunse la posizione di segretario esecutivo.

## Credenze e cronologia della SSWSA
La SSWSA utilizzò un suffragio a livello locale, proprio come la strategia dell'AWSA. Come i democratici conservatori del sud dell'epoca, la SSWSA riteneva che gli elettori neri fossero una fonte di corruzione e vedeva la privazione del diritto di voto come un fatto positivo. La SSWSA, in particolare la Gordon, metteva in parallelo le loro convinzioni con le United Daughters of the Confederacy (Figlie Unite della Confederazione). Formate nel 1894, le United Daughters of the Confederacy erano un gruppo che sosteneva la Causa Perduta, o che la lotta confederata era una sola. Lavorarono per commemorare i caduti confederati con statue, romanticizzando l'era della schiavitù e la continua supremazia bianca.
Il numero dei membri della SSWSA non è mai stato registrato. Il New Southern Citizen dell'organizzazione era una pubblicazione mensile che aggiornava i membri sui progressi della SSWSA; fu pubblicata dall'ottobre 1914 al 1917. Il New Southern Citizen disse notoriamente che "come un faro, i grandi raggi bianchi della Libertà sono accesi su uno stato dopo l'altro." In un quotidiano locale del Tennessee, il Bristol Herald Courier, il New Southern Citizen viene menzionato come un servizio sui "diritti dello Stato" dei membri del Congresso che avevano votato contro un emendamento del suffragio federale. La SSWSA percepiva che la sua più grande vittoria erano state le primarie democratiche del 1916, sostenendo che il suo "diritto di voto degli stati" era stato incluso nella piattaforma del partito.
I fondi monetari per l'organizzazione, che erano stimati in 6.000 dollari l'anno, furono donati anonimamente. Più tardi è stato rivelato che queste donazioni provenivano da Alva Belmont, in precedenza un Vanderbilt, che una volta aveva donato alla CU (Congressional Union). La CU, in seguito chiamata National Woman's Party, fu la rottura militante e femminista della NAWSA, avviata da Alice Paul. La sua fede in un emendamento federale si opponeva ideologicamente all'approccio della SSWSA sui diritti statali. Tuttavia la Belmont donò ad entrambi. Nota per la sua filantropia nei confronti degli afroamericani a New York, la Belmont scrisse anche a Laura Clay dicendo che capiva l'"eterna vigilanza della SSWSA [sul problema della razza] nel movimento per il suffragio del sud".

## Tensione e divisione
Il gruppo Gordon e Clay era sempre più in contrasto con la NAWSA e molte suffragette del sud si opposero all'approccio a livello statale della Gordon. Nessuna politica nella SSWSA fu stabilita per governare le relazioni con altri gruppi suffragisti. La Gordon e le sue idee erano viste come estremiste dalla maggior parte delle suffragette, anche nel sud, e furono quasi evitate dal movimento a livello federale. Tuttavia la posizione era simile a quella sostenuta per la prima volta dalla National Woman Suffrage Association e da Elizabeth Cady Stanton: il 15º emendamento era era un intervento federale eccessivo. Laura Clay, dopo aver studiato l'argomento di Henry St. George Tucker, presentato nel 1916 davanti alla Facoltà di Giurisprudenza dell'Università Yale, sottolineò nella sua presentazione nel 1919, durante un dibattito con la suffragista del Kentucky Madeline McDowell Breckinridge, che il nuovo emendamento federale proposto avrebbe ribaltato i diritti protetti dal 10° emendamento. La Clay sosteneva:
La ratifica dell'emendamento Anthony non è tanto una questione di estendere il suffragio alle donne laddove gli Stati non lo hanno fatto, quanto piuttosto di conferire al Congresso alcuni poteri autocratici sui voti per le donne in qualunque modo possano essere ottenuti. È evidente che dà agli stati e alle sezioni che hanno molti membri del Congresso un grande accesso al potere di dettare politiche pubbliche negli stati o sezioni che hanno una rappresentanza meno numerosa al Congresso.
La ferma opposizione della Gordon al suffragio federale spinse alcuni importanti leader della SSWSA a uscire dal gruppo. Molti membri della SWWSA preferivano il suffragio statale, ma avrebbero accettato il cambiamento federale se ciò avesse significato ottenere il suffragio. Laura Clay propose un disegno di legge per collegare le due parti: un obiettivo del suffragio nazionale senza violare i diritti dello Stato. Credeva di poter unire tutti i gruppi di suffragio (NAWSA, SWWSA) sotto questo unico disegno di legge. Dopo aver ricevuto il sostegno dei due gruppi, portò il disegno di legge al Congresso, ma non lasciò mai la commissione. Quando nel 1919 fu redatto il diciannovesimo emendamento, la Gordon si oppose alla sua ratifica.

## Fine della SWWSA
L'attività del gruppo iniziò a declinare nel 1917, divenendo niente più che una “organizzazione cartacea”. Il gruppo si estinse ufficialmente dopo la ratifica del 19° emendamento nel 1920.